# Catocala werneri
Catocala werneri är en fjärilsart som beskrevs av Biedermann 1909. Catocala werneri ingår i släktet Catocala och familjen nattflyn. Inga underarter finns listade i Catalogue of Life.

## Bildgalleri

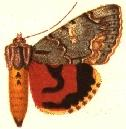